# 자동차 비상등

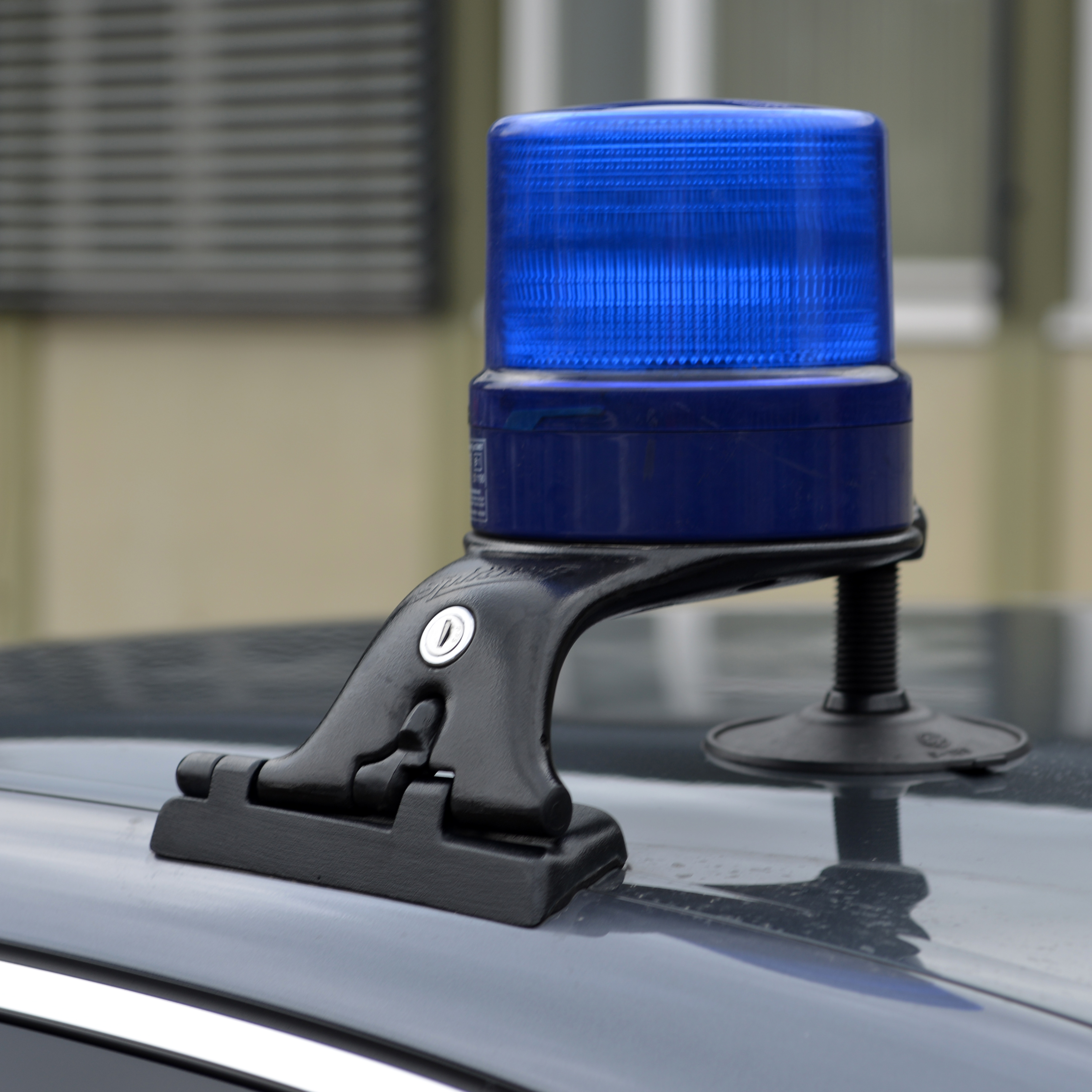

자동차 비상등은 차량의 전, 후 램프에 설치되어 있는 등을 의미한다. 모든 차량에는 비상등이 설치되어 있다.

## 사용
- 비상등은 고속도로에서 차들의 속도가 급격히 줄어들 때 뒤 차량에게 알리기 위해 사용한다.
- 교통 사고가 났을 때 주행하는 차량들에게 사고가 났음을 알리기 위해 사용한다.
- 차량에 이상이 있을 때 주행하는 차량들에게 알릴 때 사용한다.
- 비상등을 한 쪽에만 켜 차선 변경등으로 사용할 수 있다.

## 같이 보기
- 자동차 조명